# Альфонсо, принц Астурійський (1907—1938)
Альфонсо де Бурбон (ісп. Alfonso de Borbón y Battenberg; 10 травня 1907 — 6 вересня 1938) — спадкоємець трону Іспанії з народження до зречення в 1933 році. Старший син короля Альфонсо XIII і королеви Вікторії Євгенії.
Відмова Альфонсо від своїх прав на престол Іспанії, щоб одружитися з кубинською простолюдинкою Едельміро Сампедро-Робат стала причиною скандалу. Аналогічна ситуація сталася через три роки у Великій Британії з королем Едуардом VIII, який зрікся престолу, щоб одружитися з розведеною американкою Уолліс Сімпсон.
Помер у віці 31 року в результаті автомобільної аварії. Незважаючи на незначні травми, гемофілія, успадкована ним від прабабусі королеви Вікторії, привела до фатальної внутрішньої кровотечі.